# IT'sアクセス
IT's アクセス(イッツ アクセス)は、テレビ東京系列で1996年10月から1997年9月まで毎週土曜18時30分から19時まで生放送されていた情報バラエティ番組。TOSHIBAの一社提供。

## 概要
1996年当時、東芝がアナログのデータ放送用テレビ「ITビジョン」を販売し、その機能を用いたテレビ局と視聴者の双方向データで情報を提供・共有など実践的に行っていた生放送のバラエティ番組。
放送中に視聴者にテレゴング方式でアンケート等をとったり、どの出演者が一番良かったか等の判定を視聴者に選んでもらったりと、受け手の視聴者を番組に積極的に参加してもらう様な企画を多く行っていた。
また他番組でもみられる様なVTRで当時最新のトレンドになっている情報を紹介。その内容を出演者とゲストでトークしていた。
ちょうどテレビ東京系で放送が終わりブームが社会現象化されつつあった『新世紀エヴァンゲリオン』（林原めぐみがゲスト出演した）や「たまごっち」、すでに爆発的人気のあったNIKEのスニーカー等の特集も数回紹介された。
進行役の池谷亨とディレクターのつきざわけんじ（前期の7ヶ月間）はこの番組の開始前まで、朝の情報番組『NEWSモーニングJAM』を担当していたので、ゲストにはその時に共演していたRIKAKO、三井ゆり、矢部美穂、つきざわと縁がある松村邦洋や林家ペー等が呼ばれた事がある。他に劇団ひとりがコンビ時代のスープレックスで1度出演している。またともさかりえが数回ゲスト（スタジオ・VTR）出演した。

## テーマ曲
- オープニングテーマ「MAD CASE?」／BLUE BOY
- エンディングテーマ「Nervous Breakdown」／ Flying Dutchman

## 出演者
- 建みさと
- 池谷亨（テレビ東京アナウンサー）
- 佐竹雅昭（途中から加入）
- 浅田好未
- 伊藤友美
- 牧冨沙子
- 中武佳奈子
- 今井ちひろ
- 吉井怜
- 河合美佳（途中から加入）
- 倉前志保（途中から加入）
- 西本はるか（途中から加入）

ほか
- 小島秀公（ナレーター・テレビ東京アナウンサー）

## スタッフ
- 構成：渡辺健一、そーたに（中期まで）、中本麻里（中期から加入）
- カメラ：前 進　ほか
- 照明：照明技術
- 美術：テレビ東京美術センター
- VTR編集：井戸清（ヴィジュアルベイ・初回から中期）→ 吉岡明広（ヴィジュアルベイ・中期のみ）→ タワーテレビビデオセンター（中期以降）
- MA (中期から)：宇野雅史（ヴィジュアルベイ・中期のみ）→ タワーテレビビデオセンター（中期以降）
- 音響効果：和気誠司（音響企画）
- 技術協力：ACT（現 テクノマックス）
- 制作協力：MEN'S（中期まで）→ ゼロクリエイト（中期以降）
- ディレクター：つきざわけんじ（初期途中から月澤憲司と表記）、森本正直（中期まで）→ 小長谷 信（テレビ東京・中期以降）、関本文彦（中期以降）ほか
- プロデューサー：佐藤哲也、中尾哲郎
- 製作著作：テレビ東京